# جاستن ريتشاردز
جاستن ريتشاردز (بالإنجليزية: Justin Richards)‏ (14 سبتمبر 1961 في المملكة المتحدة)؛ كاتب، كاتب للأطفال وروائي بريطاني.

## روابط خارجية
- جاستن ريتشاردز على موقع ميوزك برينز (الإنجليزية)
- جاستن ريتشاردز على موقع ديسكوغز (الإنجليزية)